# Aleksije Aristin
Aleksije Aristin je bio crkveni tumač kanona i nomofilaks.

## Život
Aleksije Aristin je živeo u XII veku, u vreme careva iz dinastije Komnina - Aleksija (1081 - 1118),  Jovana (118 - 1143) i Manojla (1143 - 1180). Rođen je u Eladi. Godine njegovog rođenja i smrti su nepoznate. Stekao je sjajno obrazovanje i vršio je visoke dužnosti. Bio je pozvan u Carigrad, gde je po želji imperatora obavljao tri više crkveno - političke dužnosti: nomofilaksa, protekdika i orfanotrofa. Na položajima na kojima se nalazio bio je u kontaktu sa dvorom i visokim ustanovama Carstva. Verovatno je u vreme Jovana Komnina, kada se nalazio na položaju nomofilaksa i ekonoma velike carigradske crkve, napisao svoja tumačenja na sinopsis Stefana Efeskog.
Sigurno je živeo u vreme jerusalimskog patrijarha Nikifora II, koji je hirotonisan između 1156. i 1166. godine. Teodor Valsamon svedoči da se protiv ovog patrijarha Aristin pozvao na 37. kanon Trulskog sabora. Postoji još jedno svedočanstvo da je Aristin bio živ  1166. godine. U dokumentima sabora, koji je te godine održan, na prvom mestu među službenicima velike crkve pominje se veliki ekonom Aleksije Aristin.

## Metod rada
Glavni Aristinov zadatak sa dogmatskog stanovišta bio je da dođe do tačnog smisla kanona i da ih protumači. Ispravljao je sinopsis na onim mestima gde je skraćeni tekst bio nejasan. Gde nije bila iscrpljena sadržina kanona, on bi je popunjavao. Tamo gde je bila izostavljena sankcija, on ju je uvodio u potpunosti. Tamo gde je kanon bio jasan, on je pisao  σαφής (jasan). Ova tumačenja su jako važna zato što čine veliki deo Zakonopravila Svetog Save i štampane Krmčije.
Aleksije Aristin se prilikom tumačenja služio punim tekstom kanona i sholijama. O njegovom radu D. Demidov u svojoj studiji piše: ,,Glavni cilj - ispraviti nedostatke sinopsisa: nepotpunost, netačnost, na mestima nejasnost - Aristin je u svojoj redakciju uspešno postigao. Ipak su neka pravila, kao što smo videli, ostala neobjašnjena ili su netačno protumačena".